# Scaptodrosophila setifera
Scaptodrosophila setifera är en tvåvingeart som först beskrevs av Wheeler och Hajimu Takada 1964.  Scaptodrosophila setifera ingår i släktet Scaptodrosophila och familjen daggflugor. Inga underarter finns listade i Catalogue of Life.